# Llorenç Barutell i Puigmarí
Llorenç Barutell i Puigmarí (?, 1595 - la Seu d'Urgell, 1658) fou un clergue i polític català. Com el seu company Pau Claris, era canonge de la catedral de la Seu d'Urgell.
Ambdós van liderar l'oposició dels canonges de la Seu contra el seu bisbe, Pau Duran, partidari de la monarquia hispànica. El 1640 era a Barcelona a on va participar en la Junta de Braços revolucionària que va independitzar Catalunya de la sobirania de Felip IV i va organitzar la resistència durant la Guerra dels Segadors. De fet era un dels participants de la seva Junta d'Hisenda. Poc després fou un dels ostatges que la Diputació del General de Catalunya va enviar a París com a penyora catalana que garantia el compliment dels pactes fets amb el cardenal Richelieu. Com ambaixador de la Generalitat, va contribuir a les negociacions que culminaren amb el Pacte de la Péronne signat en presència de Lluís XIV. Les seves cartes amb Catalunya encara avui són fonamentals per l'estudi del conflicte. Quan va tornar fou un dels col·laboradors de Pèire de Marca, home de confiança del cardenal Mazzarino i representant de facto de la monarquia francesa a Catalunya. Així fou nomenat canceller de la Reial Audiència el 1641, tribunal des del qual va reprimir amb duresa els canonges filipistes de la Seu Urgell.
Molt de temps després, amb la retirada provocada per la guerra, va haver de refugiar-se als comtats de Rosselló i Cerdanya cap el 1652, esdevenint assessor de la nova governació francesa. Aprofitant l'avinentesa de la mort de Pau Duran, durant l'ocupació francesa va exercir de bisbe d'Urgell (sense consagrar) i d'ardiaca de la Cerdanya, entre 1651 i 1659, a proposta del mateix Pèire de Marca. Així doncs doncs, va ser el 33è copríncep d'Andorra.